# داروينية اجتماعية
الداروينية الاجتماعية هي أي من نظريات المجتمع المختلفة التي ظهرت في المملكة المتحدة وأمريكا الشمالية وأوروبا الغربية في سبعينيات القرن التاسع عشر، وتدعي تطبيق المفاهيم البيولوجية للانتخاب الطبيعي والبقاء للأصلح على علم الاجتماع والسياسة. يجادل الداروينيون الاجتماعيون بأنه من شأن القوي أن يرى ثروته وقوته يتزايدان، بينما من شأن الضعيف أن يرى ثروته وقوته يتناقصان. لدى الجماعات الداروينية الاجتماعية المختلفة آراء متباينة حول أي مجموعات من الناس تعتبر القوية وأي مجموعات من الناس تعتبر الضعيفة، ولهم أيضًا آراء مختلفة حول الآليات المحددة التي يجب استخدامها لمكافأة القوة ومعاقبة الضعف. تشدد العديد من هذه الآراء على التنافس بين الأفراد في رأسمالية عدم التدخل، بينما تُستخدَم وجهات نظر أخرى لدعم السلطوية، وتحسين النسل، والعنصرية، والإمبريالية، والفاشية، والنازية، والصراع بين الجماعات القومية أو العرقية.
كمفهوم علمي، تضاءلت شعبية الداروينية الاجتماعية على نطاق واسع في أعقاب الحرب العالمية الأولى، وأصبحت سيئة السمعة إلى حد كبير بحلول نهاية الحرب العالمية الثانية، ويرجع ذلك جزئيًا إلى ارتباطها بالنازية، وجزئيًا إلى الإجماع العلمي المتزايد على أنه لا يوجد أساس للنظرية من الناحية العلمية. حين وُصَفَت النظريات اللاحقة، التي صُنِّفَت على أنها داروينية اجتماعية، بأنها داروينية اجتماعية، فقد كان ذلك الوصف بشكل عام بمثابة نقد من قبل خصوم تلك النظريات، ولم يحدد مؤيدو أنفسهم بتصنيف كهذا. غالبًا ما أكد الخلقيون أن الداروينية الاجتماعية -المؤدية إلى سياسات مصممة لمكافأة الأكثر تنافسية- هي استتباع منطقي لـ«الداروينية» (نظرية الانتخاب الطبيعي في علم الأحياء). ذكر علماء الأحياء والمؤرخون أن هذه مغالطة لحجة الطبيعة، حيث أن نظرية الانتخاب الطبيعي يقصد بها مجرد وصف لظاهرة بيولوجية ويجب ألا تؤخذ على أنها تعني أن هذه الظاهرة جيدة أو أنه يجب استخدامها كدليل أخلاقي في المجتمع البشري. في حين يدرك معظم العلماء وجود بعض الروابط التاريخية بين تعميم نظرية داروين وأشكال من الداروينية الاجتماعية، إلا أنهم يؤكدون أيضًا أن الداروينية الاجتماعية ليست نتيجة ضرورية لمبادئ التطور البيولوجي.
يناقش الباحثون إلى أي مدى تعكس الأيديولوجيات الاجتماعية الداروينية المختلفة آراء تشارلز داروين حول القضايا الاجتماعية والاقتصادية البشرية. تحتوي كتاباته على مقاطع يمكن تفسيرها على أنها معارضة للفردانية العدوانية، في حين تظهر مقاطع أخرى على أنها تروج لها. تتناقض وجهات نظر داروين التطورية المبكرة ومعارضته للعبودية مع الادعاءات القائلة بأن الداروينية الاجتماعية تثير جلبة لا داعي لها حول القدرات الذهنية للفقراء والسكان الاصليين في المستعمرات. بعد نشر كتاب أصل الأنواع في عام 1859، جادلت مجموعة من أتباع داروين، بقيادة السير جون لوبوك، بأن الانتخاب الطبيعي لم يعد له أي تأثير ملحوظ على البشر بمجرد أن تشكلت المجتمعات المنظمة. على الرغم من ذلك، يجادل بعض العلماء بأن وجهة نظر داروين تغيرت تدريجيًا ودمجت مع مرور الوقت وجهات نظر من منظرين آخرين مثل هربرت سبنسر. نشر سبنسر أفكاره التطورية اللاماركية عن المجتمع قبل نشر داروين فرضيته في عام 1859، وقد روج كل من سبنسر وداروين مفاهيمهما الخاصة عن القيم الأخلاقية. أيد سبنسر رأسمالية عدم التدخل على أساس اعتقاده اللاماركي بأن النضال من أجل البقاء حفز على تحسين الذات الذي يمكن له أن يُوَرَّث. كان إرنست هيكل أحد المؤيدين المهمين في ألمانيا، الذي روج لفكر داروين بالإضافة إلى تفسيره الشخصي له، كما استخدمه من أجل أن يساهم في عقيدة جديدة، وهي الحركة الأحادية.

## الداروينية ونظريات التغييرات الاجتماعية
ظهر مصطلح «الداروينية الاجتماعية» لأول مرة عام 1879 في مقالة لأوسكار شميدت في مجلة «پوپيولار ساينس» (العلوم الشعبية)، ثم في منشور لاسلطوي في باريس بعنوان Le darwinisme social أي الداروينية الاجتماعية بقلم إميل غوتييه. إلا أن المصطلح لم يكن دارجا - في العالم الناطق بالإنجليزية - على الأقل حتى قام المؤرخ الأمريكي ريتشارد هوفستادر بنشر مؤلفه «الداروينية الاجتماعية في الفكر الأمريكي» (1944) خلال الحرب العالمية الثانية.
إن النظريات حول الارتقاء الاجتماعي والارتقاء الحضاري شائعة في أوروبا. لقد ادعى العديد من مفكري عصر التنوير، الذين سبقوا داروين، مثل هيغل، ان المجتمعات تتقدم من خلال مراحل من التطور. كما أن وصف توماس هوبس في القرن الـ17 للوضع الطبيعي يقابل التنافس على الموارد الطبيعية التي ذكره داروين. تتميّز الداروينية الاجتماعية عن نظريات التغييرات الاجتماعية الأخرى بأنها تستمد أفكار داروين من حقل علم الأحياء وتطبقها على الدراسات الاجتماعية.
بعكس هوبس، اعتقد داروين أن الصراع على الموارد الطبيعية جعل بعض الأفراد ذوي خصائص جسدية وعقلية معينة أن يتكاثروا أكثر من غيرهم مما أدّى بمرور الزمن، تحت ظروف محددة، إلى نسل مختلف إلى درجة أنه يعتبر جنسا آخر.
ادعى داروين أن «الغرائز الاجتماعية» مثل «التعاطف» و«الإحساس الأخلاقي» تطورت أيضا بواسطة الانتخاب الطبيعي وقد أدت هذه القيم إلى تقوية المجتمعات التي ظهرت فيها، وقد قال في أصل الإنسان: «..في مرحلة مستقبلية معينة، ليست ببعيدة إذا ما قيست بالقرون، سوف تقوم الأعراق البشرية المتحضرة على الأغلب بالقضاء على الأعراق الهمجية واستبدالها في شتى أنحاء العالم.» 

## جذور الداروينية الاجتماعية ومنظروها
رغم أن الداروينية الاجتماعية استمدت اسمها من داروين إلا أنها تعتمد على مؤلفات العديد من الباحثين الآخرين، مثل هربرت سبنسر، ثورستن فبلن، توماس مالتوس وفرنسيس غالتون، مؤسس علم تحسين النسل.
أفكار هربرت سبنسر، مثل فكرة التقدم الارتقائي منبثقة من اطلاعه على مؤلفات توماس مالتوس، وقد تأثرت أفكاره المتأخرة من نظرية داروين. إلا أن مؤلف سبنسر الأهم، التقدم: قوانينه وأسبابه (1857) صدر سنتين قبل نشر مؤلف داروين أصل الأنواع.
يمكن تصنيف مؤلفات سبنسر في خانة الداروينية الاجتماعية إذ أنه يعتبر الفرد (وليس الجماعة) وحدة البحث التي ترتقي، أن الارتقاء يحدث من خلال الانتخاب الطبيعي وأنه ظاهرة اجتماعية بالإضافة إلى كونه ظاهرة بيولوجية.
في نواح عدة، فإن لنظرية سبنسر في «الارتقاء الكوني» تشابهًا مع مؤلفات لامارك ووضعية أغوست كونت أكثر منه مع داروين.

## ألمانيا النازية

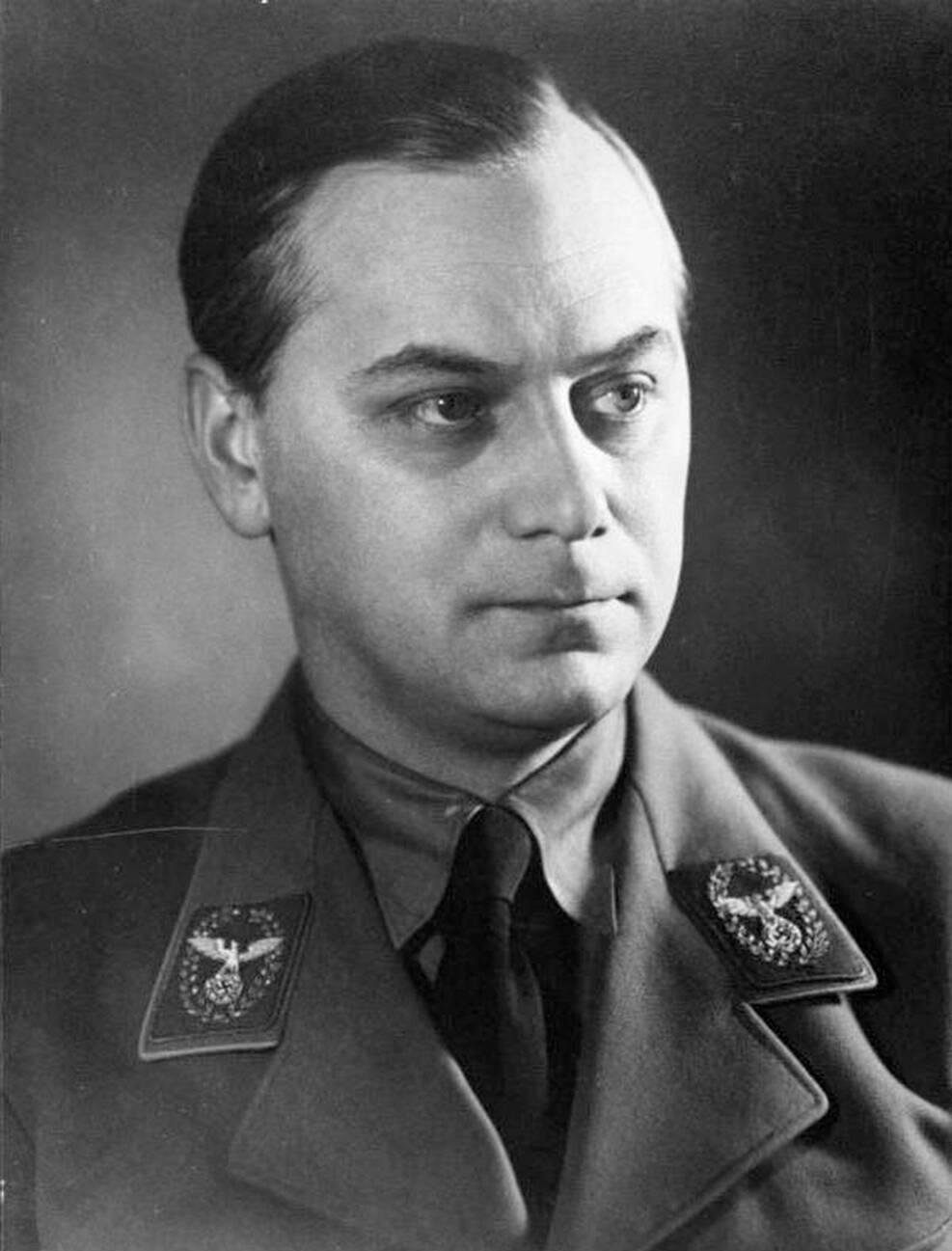
ألفريد روزنبيرغ

كان تبرير ألمانيا النازية لعدوانها مروجًا له بانتظام في أفلام الدعاية النازية التي تصور مشاهد مثل الخنافس التي تتقاتل داخل مختبر لإبراز مبادئ «البقاء للأصلح»، كما هو موضح في فيلم أليس ليبن إست كامف (كل الحياة صراع). رفض هتلر في كثير من الأحيان التدخل في ترقية الضباط والموظفين، مفضلًا أن يتقاتلوا فيما بينهم بدلًا من ذلك لإجبار الفرد «الأقوى» على الانتصار - «القوة» تشير إلى تلك القوى الاجتماعية الخالية من الفضيلة أو المبدأ. كان من بين المؤيدين الرئيسيين ألفريد روزنبيرغ، الذي شُنِقَ في وقت لاحق في نورنبرغ. ساعدت مثل هذه الأفكار أيضًا على النهوض بالقتل الرحيم في ألمانيا.[بحاجة لمصدر]
الحجة القائلة بأن الأيديولوجية النازية تأثرت بشدة بالأفكار الداروينية الاجتماعية غالبًا ما توجد في أدب العلوم التاريخية والاجتماعية. على سبيل المثال، حلل الفيلسوف والمؤرخ حنة آرنت التطور التاريخي من الداروينية العلمية غير المبالية سياسيًا والمعتمدة على أخلاق داروينية اجتماعية إلى الأيديولوجية العنصرية.
بحلول عام 1985، كان الخلقيون يناقشون الحجة القائلة بأن الأيديولوجية النازية تأثرت بشكل مباشر بالنظرية التطورية الداروينية. قُدِّمَت مثل هذه الادعاءات من قبل خلقيين مثل جوناثان سرفاتي. شجع مؤيدو خلقية التصميم الذكي هذا الرأي أيضًا. على سبيل المثال، يمثل هذا الرأي موضوعًا في عمل ريتشارد فيكارت، وهو مؤرخ في جامعة ولاية كاليفورنيا بستانيسلوس، وزميل أقدم للمركز للعلم والثقافة في معهد دسكفري.[بحاجة لمصدر أفضل] هو أيضًا حجة رئيسية في فيلم التصميم الذكي/الخلقية لعام 2008 مطرودون: غير مسموح بالذكاء. هذه الادعاءات منتقدة على نطاق واسع. لقد رفضت رابطة مكافحة التشهير هذه المحاولات لربط أفكار داروين بالفظائع النازية، وذكرت أن «استخدام الهولوكوست من أجل تشويه صور أولئك الذين يروجون لنظرية التطور أمر شائن واستخفاف بالعوامل المعقدة التي أدت إلى الإبادة الجماعية ليهود أوروبا». يصف روبرت جاي ريتشاردز الرابط بأنه خرافة تتجاهل الأسباب الأكثر وضوحًا للنازية - بما في ذلك «الوباء المتفشي المعادي للسامية المخلوق بواسطة المدافعين المسيحيين»- وترفض الجهود المبذولة من أجل ربط داروين بالنازية كـ«رافعة غليظة» يستخدمها الأصوليون الدينيون في محاولة للحد من الدعم الشعبي لنظريات داروين.
أحيانًا تُطبَّق (أو يُساء تطبيق) انتقادات مماثلة على نظريات سياسية أو علمية أخرى تشبه الداروينية الاجتماعية، كالانتقادات الموجهة إلى علم النفس التطوري على سبيل المثال. كتب أحد المراجعين النقديين لكتاب فيكارت أن «إضفاءه طابعًا تاريخيًا على الإطار الأخلاقي للنظرية التطورية يطرح قضية جوهرية لأولئك في مجالات علم البيولوجيا الاجتماعي وعلم النفس التطوري، ناهيك عن علماء الأخلاقيات البيولوجية، الذين أعادوا تدوير العديد من الافتراضات التي تتبعها فيكارت».
مثال آخر على ذلك هو المنحة الحديثة التي صورت رابطة إرنست هيكل للأحادية على أنها سلف باطني روحاني لحركة فولكيش، وعليه، للحزب النازي التابع لأدولف هتلر. على الرغم من ذلك، فقد أشار العلماء الذين عارضوا هذا التفسير إلى أن الأحاديين كانوا مفكرين أحرار يعارضون جميع أشكال الباطنية الروحانية، وأن منظماتهم قد حُظرت فورًا بعد الاستيلاء النازي في عام 1933 بسبب صلتهم بطائفة واسعة من القضايا، بما في ذلك الحركة النسوية، والسلامية، وحقوق الإنسان، والحركات المبكرة لحقوق المثليين.

## مواضيع متعلّقة
- نظرية التطور.
- داروينية.